# Mariyana Nikolova
Mariyana Nikolova (en búlgaro: Марияна Николова; Botevgrad, 16 de septiembre de 1975) es una abogada y política búlgara, que se desempeñó como ministra de Turismo, entre 2018 y 2021, y vice primera ministra de Bulgaria, entre 2020 y 2021.

## Biografía

### Temprana edad y educación
Nació el 16 de septiembre de 1975 en Botevgrad, en la Provincia de Sofía. Estudió Derecho en la Nueva Universidad Búlgara, misma de la cual tiene una maestría en Leyes; también posee maestrías en Administración Pública de la Universidad de Sofía y en Gestión Económica de la Universidad de Veliko Tarnovo.

### Carrera profesional
Tras graduarse, ingresó al Colegio de Abogados de Sofía, participando de la redacción de legislación administrativa. Más adelante, trabajó como asesora jurídica del Ministerio de Administración del Estado y Reforma Administrativa, el Ministerio de Agricultura y Alimentación y el Ministerio de Economía.
En mayo de 2017 pasó a ser Jefa de Gabinete del vice primer ministro Encargado de Política Económica y Demográfica, Valeri Simeonov. Concurrentemente, también fue profesora en el Instituto de Administración Pública.
El 21 de noviembre de 2018 fue elegida como vice primera ministra de Política Económica y Demográfica por la Asamblea Nacional, tras la renuncia de Valeri Simeonov, postulada por el primer ministro Boiko Borísov. En agosto de 2019 también se hizo cargo de la ciberseguridad. El 24 de julio de 2020 también fue nombrada Ministra de Turismo, siendo la primera vez que esa cartera se mantenía a un nivel tan alto.  Dijo que su tarea era garantizar el funcionamiento continuado del turismo pese a las restricciones de viaje relacionadas con la pandemia de COVID-19, con un enfoque centrado en estimular el turismo interno.